# 热带
热带（英語：Tropics）的廣義是指地球上南、北回归线（南、北纬23度26分）之间的地区的总称，但在氣候方面一般會進一步區分出赤道熱帶和亞熱帶，无极昼极夜现象。

## 热带气候
热带有时从气候上定义，指最冷月均温在18摄氏度以上的地区，氣候沒有明顯的季節變化，一般被視為季節分別及沒有冬季，但部分地區會分為熱季和涼季。热带的两边是亚热带(在廣義上，嚴格來講熱帶地區包括亞熱帶) 。一些研究显示，气候热带的范围正在变宽。气象学家猜测主要影响因素可能是全球变暖、臭氧层损耗、厄尔尼诺现象以及太平洋海域的定期天气现象等。
热带气候区大多地处赤道及低纬度，故终年高温，气温年较差日较差均较小，但其内部不同地区降水差异很大。柯本氣候分類法，熱帶氣候屬於A類，分別是赤道多雨氣候（Af）、熱帶季風氣候（Am）及熱帶乾濕季氣候（Aw, As）。按周淑贞气候分类法，气候类型有赤道多雨气候、热带海洋性气候、热带干湿季气候、热带干旱半干旱气候和熱帶季風氣候等。

## 熱帶生態
熱帶地區的生物多樣性高。植物相包括熱帶森林包括熱帶雨林、熱帶和亞熱帶針葉林、紅樹林、季風雨林等，還有熱帶草原、沙漠等植物相。熱帶的內溫動物通常體型較小。

## 屬熱帶氣候國家或地区
- 東亞：中华人民共和国（真实热带气候：海南省全省除中部高海拔山区）、中華民國（臺灣）（北迴歸線以南地區）
- 東南亞：越南（中北部以南）、寮國、泰國（不含北部山區）、柬埔寨、緬甸（不含北部山區）、馬來西亞、新加坡、汶萊、菲律賓、印尼、東帝汶
- 大洋洲：美国（夏威夷州平地及佛羅里達州最南端）、澳大利亚北部
- 中美洲：墨西哥（東部和南部沿岸地區）、哥斯达黎加、巴拿马

### 屬熱帶氣候著名城市
- 達爾文
- 凱恩斯
- 中国大陆 三亞
- 美国 檀香山
- 新加坡
- 泰國 曼谷
- 臺灣 高雄
- 菲律賓 馬尼拉
- 马来西亚 吉隆坡
- 印度尼西亞 雅加達
- 越南 胡志明市
- 印度 孟買
- 奈及利亞拉各斯
- 基多 (溫帶海洋性氣候)

### 熱帶著名山峰
- 亚洲：查亚峰、京那巴魯山、五指山。
- 非洲：鲁文佐里山、乞力马扎罗山、巴蒂安山。
- 大洋州：毛克山。
- 北美洲：伊拉苏火山。
- 南美洲：奥塔雪山。